# 1977-es Formula–1 japán nagydíj
A japán nagydíj volt az 1977-es Formula–1 világbajnokság tizenhetedik futama.

## Futam
Eleinte Hunt és Andretti haladt az élen, de a szerencsés rajtot követően Andretti, Takahara és Binder a futam elején összeütköztek és kisodródtak az egyik kanyarban. Hunt ezután jókora előnnyel autózott az élen. Nem sokkal később, a 6. körben Peterson és Villeneuve becsapódtak a nézőseregbe, egy fotós és egy pályabíró halálát okozva.
Mass és Watson a futam vége előtt befejezték a versenyt váltó-, illetve motorhiba miatt. Laffite a futam végén megelőzte Reutemannt, azonban az utolsó körben kifogyott az üzemanyag az autójából, így Reutemann visszaelőzte az utolsó pillanatokban. A futamot Hunt nyerte Reutemann és Depailler előtt.
| Helyezés | #  | Versenyző           | Csapat/Motor       | Körök | Idő/Kiesés oka      | Rajthely | Pontszám |
| -------- | -- | ------------------- | ------------------ | ----- | ------------------- | -------- | -------- |
| 1        | 1  | James Hunt          | McLaren-Ford       | 73    | 1:31:51,68          | 2        | 9        |
| 2        | 12 | Carlos Reutemann    | Ferrari            | 73    | +1:02,45            | 7        | 6        |
| 3        | 4  | Patrick Depailler   | Tyrrell-Ford       | 73    | +1:06,39            | 15       | 4        |
| 4        | 17 | Alan Jones          | Shadow-Ford        | 73    | +1:06,61            | 12       | 3        |
| 5        | 26 | Jacques Laffite     | Ligier-Matra       | 72    | Kifogyott üzemanyag | 5        | 2        |
| 6        | 16 | Riccardo Patrese    | Shadow-Ford        | 72    | +1 kör              | 13       | 1        |
| 7        | 8  | Hans-Joachim Stuck  | Brabham-Alfa Romeo | 72    | +1 kör              | 4        |          |
| 8        | 19 | Vittorio Brambilla  | Surtees-Ford       | 71    | +2 kör              | 9        |          |
| 9        | 50 | Kunimitsu Takahashi | Tyrrell-Ford       | 71    | +2 kör              | 22       |          |
| 10       | 20 | Jody Scheckter      | Wolf-Ford          | 71    | +2 kör              | 6        |          |
| 11       | 52 | Kazuyoshi Hoshino   | Kojima-Ford        | 71    | +2 kör              | 11       |          |
| 12       | 9  | Alex Ribeiro        | March-Ford         | 69    | +4 kör              | 23       |          |
| Kiesett  | 6  | Gunnar Nilsson      | Lotus-Ford         | 63    | Váltó               | 14       |          |
| Kiesett  | 22 | Clay Regazzoni      | Ensign-Ford        | 43    | Motorhiba           | 10       |          |
| Kiesett  | 7  | John Watson         | Brabham-Alfa Romeo | 29    | Váltó               | 3        |          |
| Kiesett  | 2  | Jochen Mass         | McLaren-Ford       | 28    | Motorhiba           | 8        |          |
| Kiesett  | 23 | Patrick Tambay      | Ensign-Ford        | 14    | Motorhiba           | 16       |          |
| Kiesett  | 3  | Ronnie Peterson     | Tyrrell-Ford       | 5     | Baleset             | 18       |          |
| Kiesett  | 11 | Gilles Villeneuve   | Ferrari            | 5     | Baleset             | 20       |          |
| Kiesett  | 27 | Jean-Pierre Jarier  | Ligier-Matra       | 3     | Motorhiba           | 17       |          |
| Kiesett  | 5  | Mario Andretti      | Lotus-Ford         | 1     | Ütközés             | 1        |          |
| Kiesett  | 51 | Noritake Takahara   | Kojima-Ford        | 1     | Ütközés             | 19       |          |
| Kiesett  | 18 | Hans Binder         | Surtees-Ford       | 1     | Ütközés             | 21       |          |

## A világbajnokság végeredménye
| H   | Versenyzők        | Pont | H   | Konstruktőrök      | Pont    |
| --- | ----------------- | ---- | --- | ------------------ | ------- |
| 1.  | Niki Lauda        | 72   | 1.  | Ferrari            | 95 (97) |
| 2.  | Jody Scheckter    | 55   | 2.  | Lotus-Ford         | 62      |
| 3.  | Mario Andretti    | 47   | 3.  | McLaren-Ford       | 60      |
| 4.  | Carlos Reutemann  | 42   | 4.  | Wolf-Ford          | 55      |
| 5.  | James Hunt        | 40   | 5.  | Brabham-Alfa Romeo | 27      |
| 6.  | Jochen Mass       | 25   | 6.  | Tyrrell-Ford       | 27      |
| 7.  | Alan Jones        | 22   | 7.  | Shadow-Ford        | 23      |
| 8.  | Gunnar Nilsson    | 20   | 8.  | Ligier-Matra       | 18      |
| 9.  | Patrick Depailler | 20   | 9.  | Fittipaldi-Ford    | 11      |
| 10. | Jacques Laffite   | 18   | 10. | Ensign-Ford        | 10      |

(A teljes lista)

## Statisztikák
Vezető helyen:
- James Hunt: 73 (1-73)

James Hunt 10. győzelme, Mario Andretti 9. pole-pozíciója, Jody Scheckter 5. leggyorsabb köre.
- McLaren 24. győzelme.

Gunnar Nilsson utolsó versenye.